# Anguilla australis schmidtii
Anguilla australis schmidtii is een ondersoort van de straalvinnige vissen uit de familie van de echte palingen (Anguillidae). De wetenschappelijke naam van de soort is voor het eerst geldig gepubliceerd in 1925 door Phillipps.